# 玉田県駅
玉田県駅（ぎょくてんけんえき）は河北省唐山市玉田県にある、中国鉄路総公司（CR）京哈線の駅。1975年に開業。北京駅から117km、ハルビン駅から1132kmの位置にある。北京鉄路局所属の三等駅に設定されている。

## 駅周辺
- 玉田通信工区
- 玉田県車站派出所
- 鉄路住宅楼
- 唐山市商業銀行 玉田県第二営業部
- 中国農業発展銀行（中国語版） 玉田県支店
- 玉田鎮中学

## 隣の駅
中国鉄路総公司
京哈線
螺山駅 - 玉田県駅 - 富荘子駅